# Lauderdale County, Mississippi
Lauderdale County är ett administrativt område i delstaten Mississippi, USA. År 2010 hade countyt  80 261 invånare. Den administrativa huvudorten (county seat) är Meridian. 

## Geografi
Enligt United States Census Bureau så har countyt en total area på 1 853 km². 1 823 km² av den arean är land och 30 km² är vatten. 

### Angränsande countyn
- Kemper County - nord
- Sumter County, Alabama - öst
- Choctaw County, Alabama - sydost
- Clarke County - syd
- Newton County - väst